# Račice (Buzet)
 Račice   (olaszul: Racizze) falu Horvátországban, Isztria megyében. Közigazgatásilag Buzethez tartozik.

## Fekvése
Az Isztriai-félsziget északi részének közepén, Pazintól 16 km-re északra, községközpontjától 6 km-re délre a Rečica-patak völgye felett azon a magaslaton fekszik, mely elválasztja egymástól a buzeti és a dragućai dombvidéket.

## Története
A régészeti leletek tanúsága szerint területén már az ókorban erődített település állt. Erre utalnak az egykori vár maradványain kívül a római sírok és az írásos feljegyzések is. A mai települést 1312-ben „Rachiz” alakban említik először. A középkorban a pazini grófságtól független uradalmi központ volt, 1494-től a 19. századig a Walderstein grófok birtoka. Barokk kastélya a 18. században épült a középkori kastély helyén. A Szentháromság tiszteletére szentelt plébániatemploma eredetileg román stílusú, 1580-ban a buzeti plébánia káplánja látta el szolgálatát. A falunak 1857-ben 178, 1910-ben 109 lakosa volt. Lakói főként mezőgazdaságból éltek. Számos lepusztult állapotú ház áll a településen. 2011-ben 17 lakosa volt.

## Lakosság
| Lakosság változása | Lakosság változása | Lakosság változása | Lakosság változása | Lakosság változása | Lakosság változása | Lakosság változása | Lakosság változása | Lakosság változása | Lakosság változása | Lakosság változása | Lakosság változása | Lakosság változása | Lakosság változása | Lakosság változása | Lakosság változása |
| ------------------ | ------------------ | ------------------ | ------------------ | ------------------ | ------------------ | ------------------ | ------------------ | ------------------ | ------------------ | ------------------ | ------------------ | ------------------ | ------------------ | ------------------ | ------------------ |
| 1857               | 1869               | 1880               | 1890               | 1900               | 1910               | 1921               | 1931               | 1948               | 1953               | 1961               | 1971               | 1981               | 1991               | 2001               | 2011               |
| 178                | 193                | 83                 | 98                 | 115                | 109                | 710                | 708                | 81                 | 71                 | 57                 | 37                 | 27                 | 24                 | 23                 | 17                 |

## Nevezetességei
- A Szentháromság tiszteletére szentelt plébániatemploma[4] eredetileg román stílusú, 1700-ban és 1941-ben bővítették. Északi falán a 15. századból fennmaradt falfestmény maradványa látható, mely keresztre feszített Krisztust ábrázolja. A főoltár 17. századi fából faragott retablója a koronás Szűzanyát ábrázolja Szent Pál és Szent Lúcia, valamint Szent Illés próféta és Dávid király társaságában. Két mellékoltárának egyikén a Szűzanya a kis Jézussal barokk szobra áll.
- Az Angyali Üdvözlet tiszteletére szentelt templom ugyancsak állt már 1580-ban. Legértékesebb kincse a  gótikus Szűzanya a kis Jézussal szobor a 15. század második felében készült és eredetileg az időközben lerombolt, a falu felett emelkedő hribi középkori Kisboldogasszony templomban állt.
- A falutól mintegy 250 méterre, a Hrib-hegyen északnyugatra találhatók a román stílusú középkori Kisboldogasszony templom romjai.[5]  A templom a téglalap alaprajzú, egyhajós épület félköríves apszissal. A 13. és a 14. század között keletkezett. Ma a templom maradványait bokrok borítják. A falak részben fennmaradtak, helyenként még 3 méter magasságig állnak, és az apszis félkupolájának egy részét is megőrizték. A bejárati portál nem maradt meg, csak a jobb oldali ajtókeret széle látható. A templom faragott homokkőtömbökből épült. A templom belsejét a félkupola falainak és boltozatának összeomlott kőanyaga borítja. A templom rendkívül értékes műemléke a buzeti régió középkori szakrális építészetének.
- Szent István vértanú tiszteletére szentelt temetőkápolnája szintén állt már 1580-ban, 1985-ben megújították. Fából faragott színes oltár retablója a 17. – 18. században készült.
- A račicei kastély[6] a falu délnyugati végén, egy dombokkal körülvett mély völgyben található. Az írásos dokumentumokban először 1312-ben említik „castellare de Rachiz” néven. A račicei uradalmat az aquileiai pátriárkák alapították, majd az isztriai grófok vezetésére bízták, akiknek sikerült megőrizniük ezt a Pazini grófságon belüli önállóságokat. Napjainkra középkori várnak nyoma sem maradt fenn. A meglévő kastély barokk épület. Egy palotából, egy belső udvarból és egy kis egyszintes melléképületből áll. A palota téglalap alaprajzú háromszintes épület. A várat egykor árok vette körül.